# Pat C.
Patrícia Cerqueira Beier, mais conhecida como Pat C. (Belo Horizonte, 24 de setembro de 1969), é uma cantora, compositora e escritora brasileira.
Enquanto vivia na Alemanha nos anos 90, foi descoberta por um produtor. Seu primeiro single, "I Love Europe", foi lançado em 1997 sob o nome artístico de Pat C. e, segundo o portal japonês CD Journal, teve grande repercussão na Europa e na Ásia.
Entre 1999 e 2008, lançou 6 álbuns de estúdio, 1 EP e 1 coletânea, sendo a maioria destes materiais exclusivos ao mercado asiático. A canção "Pisca Punga", presente no álbum "Sunshine Suite", é o maior sucesso de Pat e encontrou popularidade no Japão, Malásia, Tailândia e Coreia do Sul, inclusive tendo sido usada como trilha em comerciais de TV nestes países.
Em 2006 retornou ao Brasil e, em 2008, lançou seu último álbum, "Pode C", pela Bungalow Agency (da qual é sócia). Diferente dos discos japoneses (que flertavam com a bossa-nova), "Pode C" foi principalmente pautado na música eletrônica; a faixa "A Girl Like You" viralizou no Spotify com mais de 800 mil reproduções. Na época do álbum foi chamada pela Folha de S.Paulo de "a nova Rita Lee".
Nos anos 2010 se afastou da música e tornou-se escritora. Mantém um Instagram com frases autorais e um podcast ("Pat Papo") com reflexões, pensamentos, histórias e inspirações. Lançou seu primeiro livro "Adeus, Preocupação" em 2018, pela Editora Miguilim.

## Discografia
| Álbum                 | Gravadora        | Lançamento | País   |
| --------------------- | ---------------- | ---------- | ------ |
| Sell Out              | Motor Music      | 1999       | Brasil |
| Saudade Suite         | Rambling Records | 2000       | Japão  |
| Petit Suite (EP)      | Rambling Records | 2001       | Japão  |
| Sunshine Suite        | Rambling Records | 2002       | Japão  |
| One Sweet Day         | Rambling Records | 2004       | Japão  |
| Romantic              | Rambling Records | 2005       | Japão  |
| Vitamin C (coletânea) | Rambling Records | 2007       | Japão  |
| Pode C.               | Bungalow         | 2009       | Brasil |